# Chantal Mauduit
Chantal Mauduit (ur. 24 marca 1964, zm. 13 maja 1998 na Dhaulagiri) – francuska alpinistka i himalaistka. Zdobywczyni 6 ośmiotysięczników.
W młodości uprawiała narciarstwo w rodzinnych Alpach, później zajmowała się wspinaczką lodową, uprawiała także paralotniarstwo. Po zdobyciu najwyższej góry Peru – Huascarán (6768 m) zleciała z niej na paralotni. Lądując obok grupy wspinaczy otrzymała od nich propozycję wyprawy na Mount Everest. Wyprawa odbyła się w 1991, i chociaż Mauduit nie zdobyła szczytu, to postanowiła podejmować próby zdobycia innych ośmiotysięczników. Pierwszym był K2 (1992 r.). W ciągu następnych pięciu lat zdobyła Sziszapangmę, Czo Oju, Lhotse (jako pierwsza kobieta), Manaslu i Gaszerbrum II. Do wspinaczki nie używała tlenu.
Zginęła podczas zdobywania szczytu Dhaulagiri.

## Wejścia na wierzchołki ośmiotysięczników
- 3 sierpnia 1992 – K2 (jako czwarta kobieta)
- 1993 – Sziszapangma
- 1993 – Czo Oju
- 1996 – Lhotse (pierwsze kobiece wejście na szczyt)
- 1996 – Manaslu
- 17 lipca 1997 – Gaszerbrum II